# Santa Maria delle Stelle (Comiso)

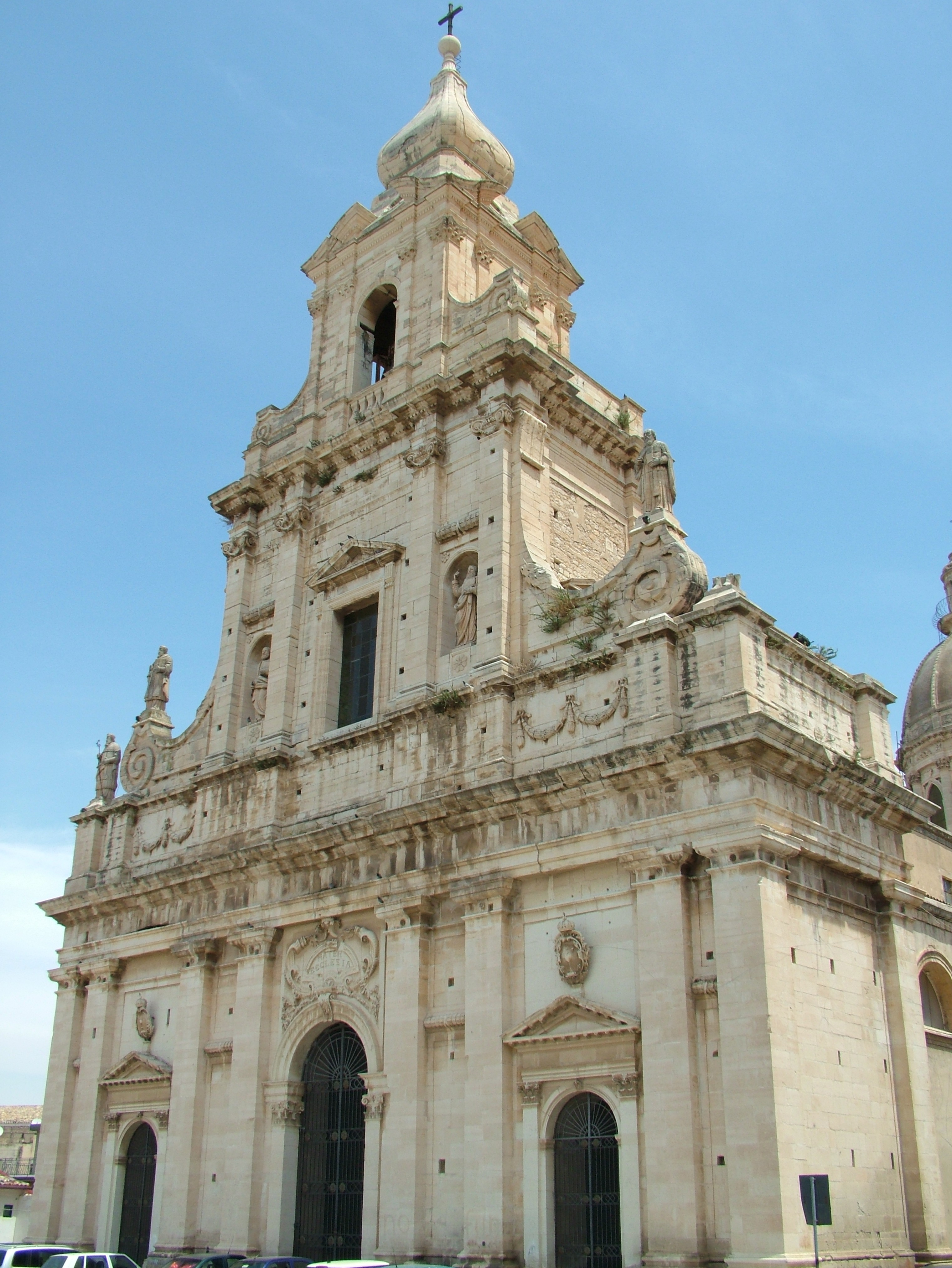
Basilika Santa Maria delle Stelle

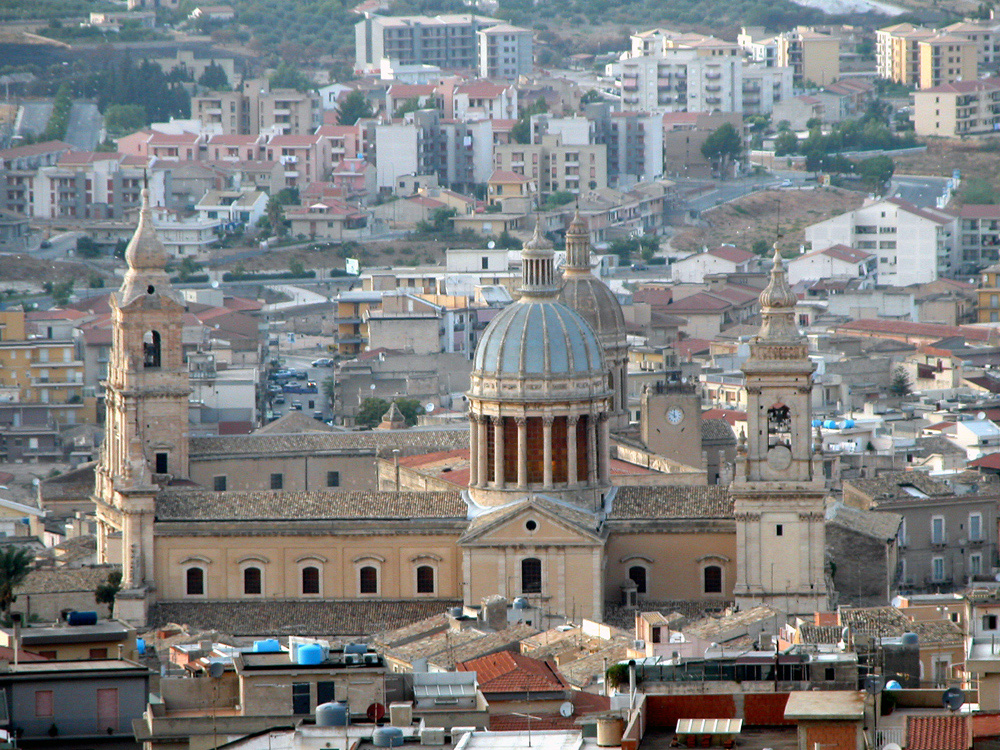
Luftbild

Die Basilika Santa Maria delle Stelle (deutsch Basilika St. Marien der Sterne) ist eine römisch-katholische Kirche in Comiso in Sizilien, Italien. Die Pfarrkirche des Bistums Ragusa ist die Chiesa Madre der Stadt und trägt den Titel einer Basilica minor. Sie wurde Ende des 17. Jahrhunderts im Stil des Barock nach einem Erdbeben wieder erbaut.

## Geschichte
Die Kirche wurde um 1400 auf den Überresten einer Kirche aus dem 12. Jahrhundert errichtet. In den ersten Jahrzehnten des 16. Jahrhunderts wurde an der Außenwand des Querschiffs (Südostseite) die erste Uhr installiert, die 1881 durch eine modernere Uhr ersetzt wurde, während die alte Uhr in die Kirche Madonna delle Grazie gebracht wurde.
Nach der weitgehenden Zerstörung durch das verheerende Erdbeben von 1693 wurde die Kirche dank des Beitrags des Grafen Baldassarre IV. Naselli und verschiedener lokaler Handwerker, die rund um den Kirche arbeiteten, schnell wieder aufgebaut. Dazu gehörte auch der Bildhauer Emanuele Lucenti aus Comisia, der an den Schnitzereien der Kirche arbeitete. Die Restaurierungsarbeiten unter der Leitung des Pfarrers Francesco Maria Porcelli verliefen so zügig, dass der Bischof von Syrakus, Asdrubale Termini, die Kirche bereits am 13. Dezember 1699 wieder weihen konnte, wie eine Gedenktafel im Inneren der Kathedrale rechts vom Hauptportal bezeugt.
Das Gotteshaus wurde erst viel später von den Architekten Mariano Battaglia und Giovanni Galeoto fertig gestellt: Letzterer entwarf die schlanke neugotische Kuppel auf einem durchfensterten Tambour, die 1894 vollendet wurde. Die Fassade hingegen wurde 1936 mit dem Bau des oberen Teils und des Glockenturms von dem Ingenieur Santoro Secolo fertiggestellt.

## Architektur

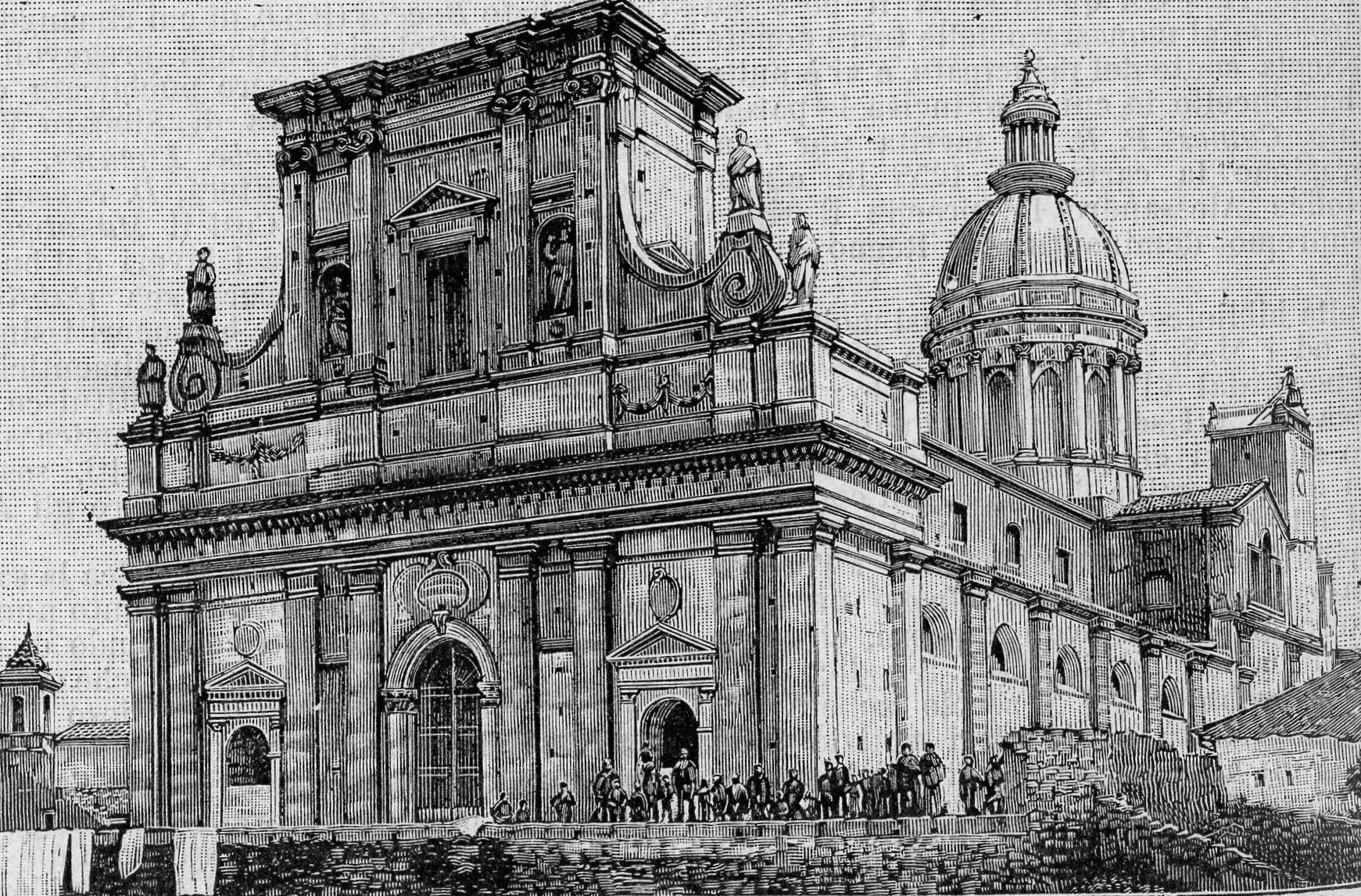
Santa Maria delle Stelle in einem Holzschnitt aus dem späten 19. Jahrhundert

Das zentrale Portal trägt eine Plakette mit der Aufschrift Mater Ecclesia (Mutterkirche). Die dreistöckige Barockfassade aus weißem Stein ist reich an Pilastern, und im zweiten Stock befinden sich vier Heiligenstatuen. Der zentrale Glockenturm wird von einer Zwiebelkuppel überragt. Die dreischiffige Kreuzbasilika wird durch Bögen auf jeweils sechs seitlichen Säulen gegliedert. 

## Ausstattung
Das Innere der Basilika ist mit verschiedenen Kunstwerken, Gemälden, sakralen Skulpturen und Grabmälern ausgestattet. Es gibt fünfzehn Altäre, die symmetrisch auf der 63 × 23 m großen Fläche verteilt sind: Der Hauptaltar des Kirchenschiffs ist der Geburt Mariens gewidmet, die linke Apsis dem Allerheiligsten Sakrament, die rechte Apsis der Schmerzensmutter. Am Kopf des Querschiffs befindet sich links das Kruzifix und rechts die Muttergottes vom Berg Karmel; die Altäre des linken Seitenschiffs sind nacheinander der Muttergottes von Fatima, der Anbetung der Hirten, der Heiligen Lucia, der Heiligen Rita von Cascia und der Schmerzensmutter gewidmet. Die Altäre des rechten Seitenschiffs sind nacheinander den Heiligen Franz von Paola, Augustinus und seiner Mutter Monika, Antonius von Padua, Petrus und Paulus sowie den Heiligen Crispinus und Crispinianus gewidmet.

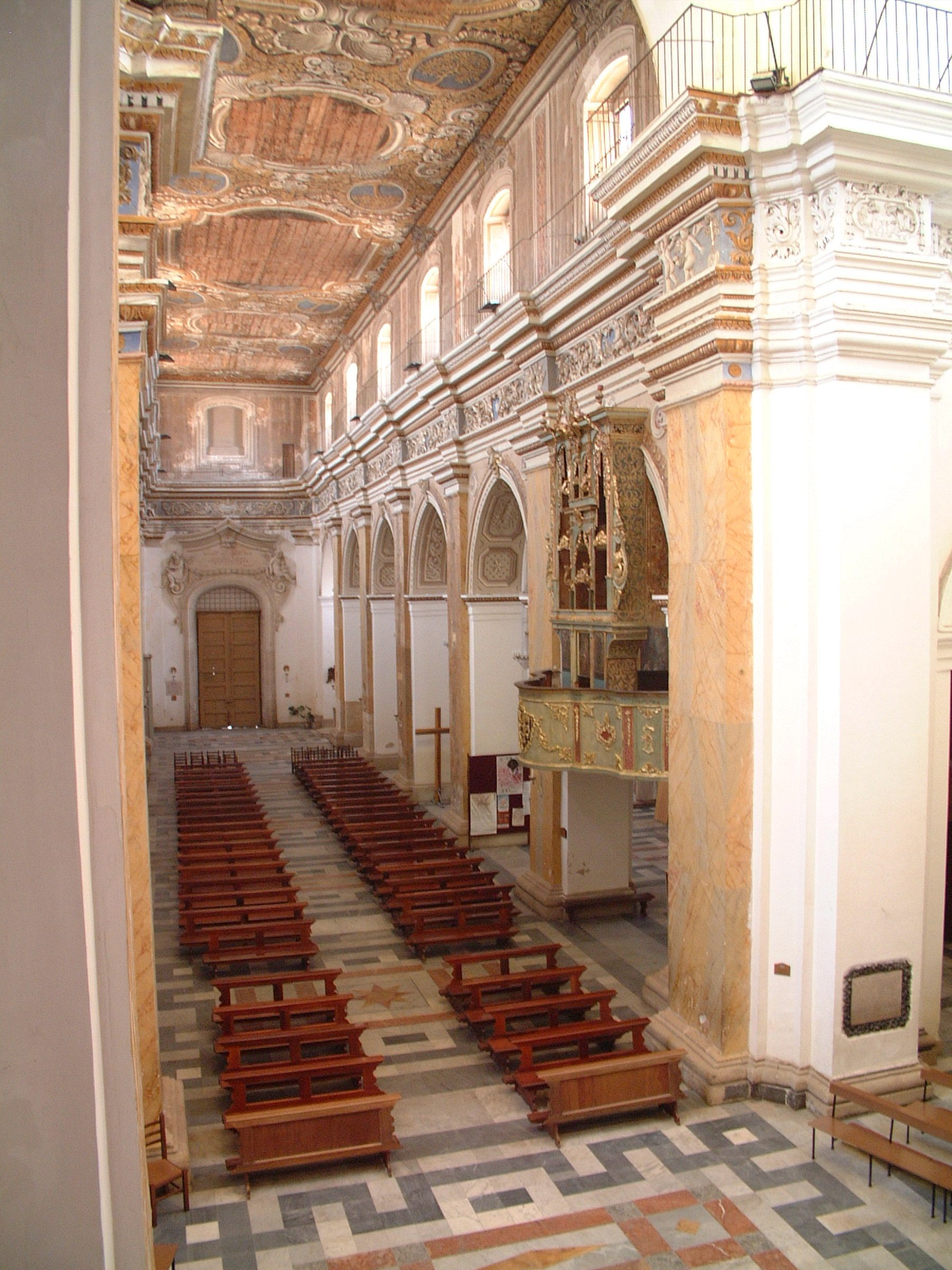
Innenraum mit Gegenfassade

Im Laufe der Jahrhunderte arbeiteten bekannte lokale Künstler in der Kirche, die unter anderem folgende Werke schufen
- die Holzdecke, ein Werk des Freskenmalers Antonio Barbalonga aus Messina, das in der ersten Hälfte des 17. Jahrhunderts entstand; das Werk besteht aus fünf Szenen aus dem Alten Testament: Das Urteil Salomos, Judith und Holofernes, David tanzt vor der Lade (eine größere Leinwand als die anderen, die sich in der Mitte befindet), Königin Esther unter den Mauern, Rebekka am Jakobsbrunnen;
- der Stuckfries des inneren Gesimses über den von zwölf Säulen getragenen Spitzbögen, der mit Darstellungen von spielenden Engeln, Blättern, Früchten und Landschaften verziert ist; dieser Fries wird zusammen mit den Friesen am Apsisgewölbe des Chores, die den Triumph des Allerheiligsten darstellen, der Schule von Giacomo Serpotta aus Palermo zugeschrieben;
- der Hochaltar aus polychromem Marmor und Lapislazuli aus dem 17. Jahrhundert;
- eine Alabasterstatue der Madonna vom Berg Karmel aus dem frühen 18. Jahrhundert, die auf dem gleichnamigen Altar steht und der Schule von Antonello Gagini zugeschrieben wird;
- eine hölzerne Statue der Schmerzensmutter, die 1774 in Neapel erworben und in einer Prozession zum äußeren Fest getragen wurde, das ihr zu Ehren am dritten Sonntag im Mai gefeiert wurde;
- zwei weitere Holzstatuen, die den hl. Josef und den hl. Franz von Paola darstellen;
- das Grabdenkmal aus polychromem Marmor des Fürsten Baldassarre V. Naselli, das sich in der Nähe der Kapelle des Allerheiligsten befindet und kurz nach 1753 (dem Todesjahr des Fürsten) von Ignazio Marabitti aus Palermo angefertigt wurde
- ein Grabdenkmal der Familie Ferreri di Passanitello im klassizistischen Stil, das zu Beginn des 19. Jahrhunderts von dem Bildhauer Valerio Villareale geschaffen wurde;
- die Kapelle des Allerheiligsten Sakraments, ein Werk aus mehrfarbigem Marmor mit Reliefs und architektonischen Nachbildungen, das 1812 von Giosuè Durante aus Palermo geschaffen wurde
- das Taufbecken aus weißem Carrara-Marmor, das 1798 von einem anonymen Bildhauer aus Comis auf Kosten des Dekans Gaspare Ferreri geschaffen wurde.

Unter den Gemälden: die Geburt Marias, datiert 1698, die Carlo Maratta zugeschrieben wird und sich auf dem Hochaltar befindet; drei Gemälde von Giovanni Ulisse Ciriaci, die die Unbefleckte Empfängnis, die Darstellung Jesu im Tempel und die Aufnahme Marias in den Himmel darstellen und sich an den Seitenwänden und an der Decke der Apsis befinden. Sie wurden 1707 von Don Silvestro Ferrera, dem Generalprokurator des Prinzen von Aragon, bei dem römischen Maler in Auftrag gegeben und waren Teil eines größeren, der Jungfrau Maria gewidmeten Bilderzyklus (ursprünglich waren es sieben, so viele wie die wichtigsten Feste, die der Jungfrau Maria gewidmet sind, aber nur vier sind bis heute erhalten geblieben).
Interessant ist auch das Orgelgehäuse aus dem 18. Jahrhundert, das dem neapolitanischen Priester und Orgelbauer Donato Del Piano zugeschrieben wird, der zwischen 1704 und 1785 lebte. Das Orgelgehäuse wurde 2010 vom Europäischen Institut für Restaurierung in Ischia unter der Leitung von Teodoro Auricchio restauriert.